# Phra Mongkol-Thepmuni

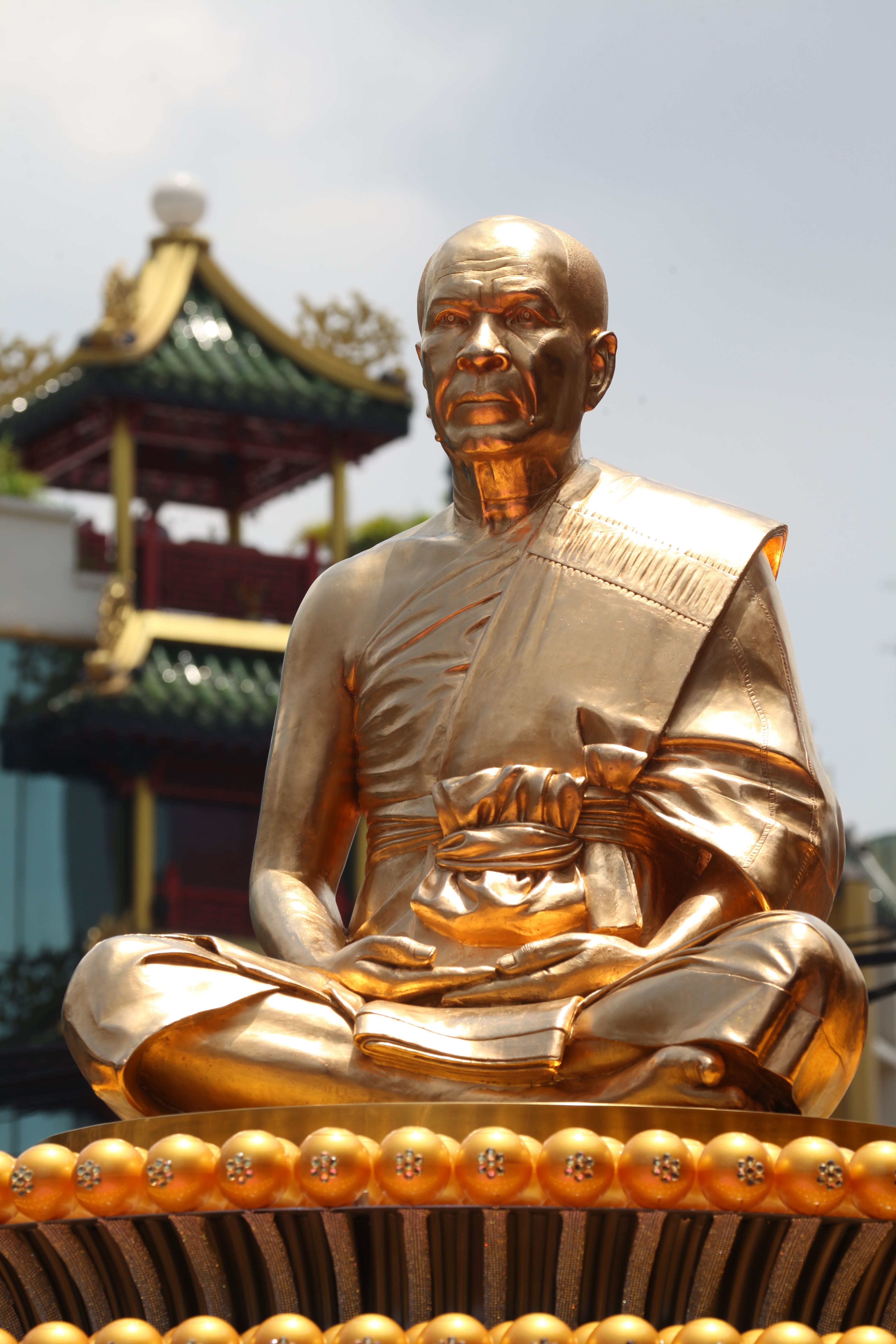
Goldene Statue des Phra Mongkol-Thepmuni bei einer Prozession des Wat Phra Dhammakaya

Phra Mongkol-Thepmuni (Sodh Candasaro) (thailändisch พระมงคลเทพมุนี (สด จนฺทสโร), RTGS Phra Mongkhon Thepmuni (Sot Chanthasaro); * 10. Oktober 1884 in Amphoe Song Phi Nong, Provinz Suphan Buri; † 3. Februar 1959 in Bangkok), auch bekannt als Luang Pho Sot (thailändisch หลวงพ่อสด), war ein thailändischer buddhistischer Mönch. Er war von 1916 bis zu seinem Tod Abt des Wat Paknam Phasi Charoen in Thonburi (heute zu Bangkok) und Begründer der Dhammakaya-Meditationsschule. Als ehemaliger Abt von Wat Paknam Phasi Charoen wird in Thailand auch Luang Pho Wat Paknam genannt, was „der Ehrwürdige Vater von Wat Paknam“ bedeutet.
Er wurde während des Zweiten Weltkriegs ein bekannter Meditationsmeister und spielte eine bedeutende Rolle bei der Entwicklung des thailändischen Buddhismus in dieser Zeit. Er wird von der Dhammakaya-Bewegung als der Wiederentdecker von Vijja Dhammakaya angesehen, einer Meditationsmethode, die angeblich vom Buddha selbst benutzt wurde. Luang Pho Sot spielte auch eine Rolle bei der Verbreitung des Theravada-Buddhismus im Westen.

## Frühes Leben

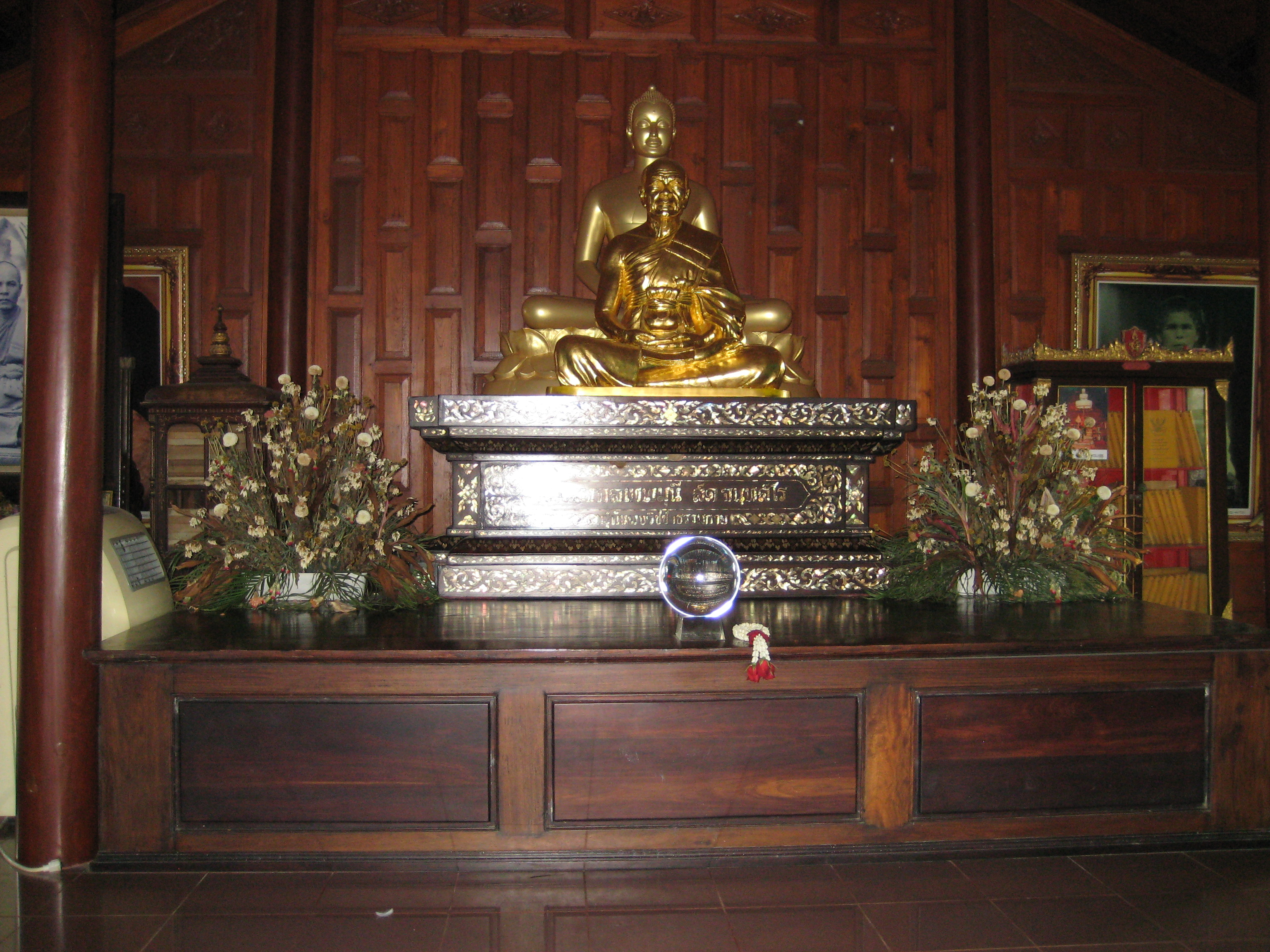
Statue Luang Pho Sots im Wat Song Phi Nong in seinem Geburtsort

Sot wurde am 10. Oktober 1884 im Amphoe Song Phi Nong in Suphan Buri, einer Provinz in Zentralthailand, ca. 100 km nordwestlich von Bangkok geboren. Sein Vater war ein recht wohlhabender Reishändler namens Ngen und seine Mutter hieß Soodjai. Familiennamen gab es damals in Siam noch nicht, erst als sie 1913 eingeführt wurden, nahm die Familie den Namen Mikaewnoi an. Als er neun Jahre alt war, erhielt er einen Teil seiner Ausbildung im Tempel seines Onkels, einem buddhistischen Mönch. Er lernte daher schon früh den Buddhismus kennen. Er zeigte auch Qualitäten eines intelligenten Autodidakten. Als Sodhs Onkel nach Wat Hua Bho umzog, nahm er Sodh mit, um ihn weiter zu unterrichten. Nach einer Weile verließ sein Onkel den Mönchsorden, aber Ngen schaffte es, Sodh zu Luang Pho Sub zuschicken, dem Abt des Wat Bangpla, um dort weiter zu studieren. Hier lernte Sodh die Khmer-Sprache. Als er dreizehn Jahre alt war, beendete er dort sein Khmer-Studium und kehrte nach Hause zurück, um seinem Vater zu helfen. Sein Vater Ngen betrieb einen Reishandel und verschiffte Reis aus Suphanburi, um ihn an Reismühlen in Bangkok und im Nakhon Chai Si District zu verkaufen.
Als Sodh 14 Jahre alt war, starb sein Vater, und er musste als erster Sohn die Verantwortung für das Familienunternehmen übernehmen. Dies hatte Auswirkungen auf ihn: Diebe und andere Drohungen brachten ihm die Sinnlosigkeit des häuslichen Lebens nahe und im Alter von achtzehn wünschte er, als Mönch ordiniert zu werden. Er musste sich jedoch zuerst um seine Familie kümmern und sparte genug, damit er diese beruhigt verlassen konnte, nachdem er Mönch geworden war. Die Biografie von Wat Phra Dhammakaya besagt, dass er für die Berechnung der nötigen Ersparnisse auch die Inflationsrate berücksichtigte und härter arbeiten musste als zuvor, aber nach vier Jahren endlich genug Geld gesammelt hatte.
Als Sodh zweiundzwanzig Jahre alt war, wurde er im Wat Songpinong in seiner Heimatstadt ordiniert und erhielt den Mönchsnamen Candasaro. Phra (Phra bedeutet „Mönch, ehrwürdig“) Candasaro studierte sowohl unter Meistern der mündlich weitergegebenen Meditationstradition als auch unter schriftlich gelehrten Experten, was während dieser Zeit ungewöhnlich war. In seinen autobiographischen Aufzeichnungen schrieb er, dass er jeden Tag, vom ersten Tag nach seiner Ordination an, Meditation praktizierte. In seinen ersten Jahren als Mönch hatte er Schwierigkeiten, Essen auf der traditionellen Almosenrunde zu bekommen, wo Mönche von Haus zu Haus gehen und Laien ihnen Essen anbieten. Durch diese Not entschloss er sich, eines Tages eine Küche für Mönche zu bauen, die dann diese Annehmlichkeit im spirituellen Leben erfahren würden.
Nach seiner dritten Regenzeit (drittes Jahr nach der Mönchsordination) reiste Phra Candasaro durch Thailand, um mit Lehrern aus etablierten Traditionen die heiligen Schriften und die Meditationspraxis zu studieren. Er lernte eine breite Palette von Dingen kennen und pflegte alle spirituellen Dinge zu respektieren. Er studierte Schriften im Wat Pho und lernte Meditation in acht Zentren, darunter auch Wat Ratchasittharam. Im Wat Ratchasittharam studierte er eine Visualisierungsmeditationsmethode mit Luang Pho Aium und erlebte dabei eine Entwicklung in der Meditation, die als wichtig angesehen wurde, als er eine Sphäre des Lichts wahrnahm. Kate Crosby und Catherine Newell glauben, dass Wat Ratchasittharam in Luang Pho Sots Entwicklung der Dhammakaya-Meditation von entscheidender Bedeutung war.

## Das Erlangen des Dhammakaya

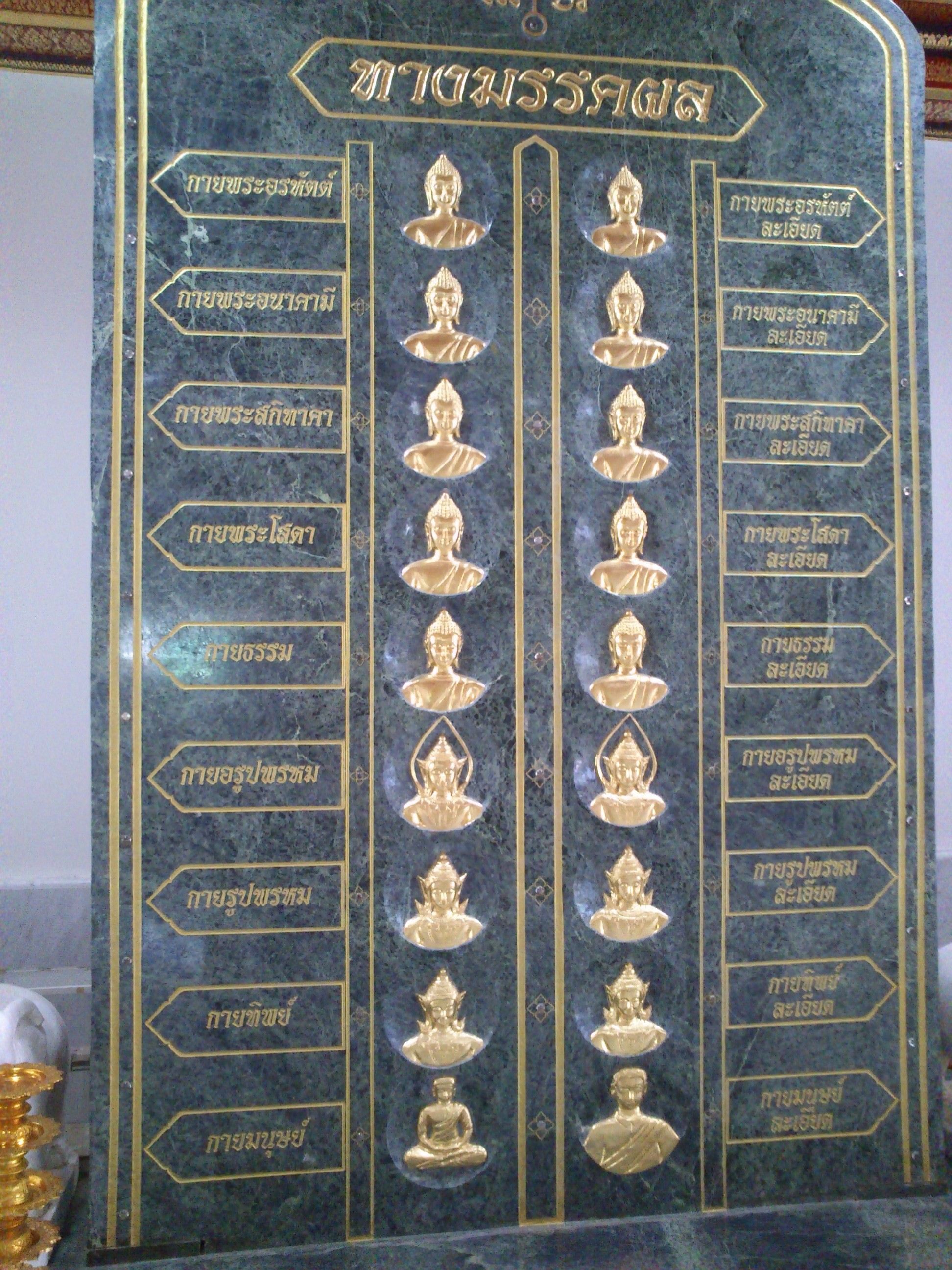
Schautafel der 18 kaya („Körper“) der Vijja Dhammakaya

Obwohl Phra Candasaro mit vielen Meistern studiert hatte und viele wichtige Pali-Texte beherrschte, war er nicht zufrieden. Er zog sich zweimal in die friedlichere Gegend seiner Heimatstadt zurück. Einige Quellen behaupten, dass er sich auch in den Dschungel zurückgezogen hat, um mehr zu meditieren, aber Newell bezweifelt das. Im elften Regen Retreat (Vassa) nach seiner Ordination, im Jahre 1916, blieb er im Wat Botbon in Bangkuvieng, Provinz Nonthaburi. Wat Botbon war der Tempel, in dem er als Kind seine Ausbildung erhielt, ein Tempel, der für seine Friedlichkeit bekannt ist. Wie aus Luang Pho Sots autobiografischen Aufzeichnungen hervorgeht, dachte er über sich selbst, dass er seit vielen Jahren Meditation praktizierte und immer noch nicht das grundlegende Wissen verstanden hatte, das der Buddha gelehrt hatte. So setzte er sich am Vollmondtag im zehnten Mondmonat 1916 in den Hauptschrein des Wat Botbon und beschloss, in seiner Praxis der Sitzmeditation nicht zu schwanken, was auch immer seine Zielstrebigkeit stören könnte. In derselben Nacht erlebte er in der Meditation das, was bekannt wurde als das Erreichen des Dhammakaya, was den Beginn der Dhammakaya-Meditation als Tradition markierte.
Überzeugt davon, dass er in den Kern der Lehre des Buddha gelangt war, begann Phra Candasaro ein neues Kapitel in seinem Leben. Phra Candasaro widmete den Rest seines Lebens dem Lehren und der Vertiefung des Wissens der Dhammakaya-Meditation, einer Meditationsmethode, die er auch „Vijja Dhammakaya“, „die direkte Kenntnis des Dhammakaya“, nannte. Tempel in der Tradition des Wat Paknam Bhasicharoen, die zusammen die Dhammakaya-Bewegung genannt werden, glauben, dass dies die Methode war, die der Buddha ursprünglich anwandte, um Erleuchtung zu erlangen, aber fünfhundert Jahre nach dem Tod des Buddha verloren ging. Das Ereignis der Erlangung des Dhammakaya wird gewöhnlich durch die Dhammakaya-Bewegung in wunderbaren und kosmischen Begriffen beschrieben. Zum Beispiel wird erwähnt, dass heftige Regenfälle dem Ereignis vorangingen.

## Leben als Abt
Phra Candasaro verbrachte viel Zeit mit dem Unterrichten. Selbst wenn er noch im Wat Pho war, brachte er anderen Mönchen und Novizen die Pali-Sprache in seinem eigenen Kuti (klösterlicher Wohnraum) bei. Er hatte auch einen verlassenen Tempel in seiner Heimatstadt Song Phi Nong restauriert und eine Schule für Dhamma-Studien für Laien im Wat Phrasiratanamahat in Suphanburi eingerichtet. Er schrieb sich für die reformierten Pali-Prüfungen ein, bestand diese aber nicht. Er schrieb sich nicht mehr ein, obwohl er ein mehr als fähiger Gelehrter war: Er glaubte, dass er, nachdem er einen offiziellen Pali-Abschluss erlangt hatte, für Verwaltungsarbeit in der Sangha (Mönchsgemeinschaft) rekrutiert werden konnte, was er nicht anstrebte. Dennoch wurde er wegen seiner Arbeit von führenden Mönchen in der Sangha bemerkt. Noch im Jahr 1916 ernannte Somdet Phuean, der monastische Gouverneur von Phasi Charoen, Phra Candasaro als Abt (Thai: ผู้รักษาการเจ้าอาวาส) von Wat Paknam Bhasicharoen, in Thonburi. Von da an wurde er gewöhnlich als „Luang Pho Sot“ oder „Luang Pu Sot“ bezeichnet.
Im Jahr 1916 war Thonburi noch nicht Teil von Bangkok und hatte keine Brücke, die es mit Bangkok verband. Wat Paknam war mit sozialen und disziplinarischen Problemen konfrontiert und benötigte einen guten Anführer. Luang Pho Sot förderte und setzte strenge monastische Disziplin durch. Er war in der Lage, Wat Paknam Bhascharoen, einen Tempel, der vernachlässigt und fast leer war, in einen Tempel mit Hunderten von Mönchen, eine Schule für buddhistische Studien, aber auch eine staatlich anerkannte Grundschule mit einem einfachen Lehrplan zu verwandeln, und mit einer Küche, um den Tempel autark zu machen. Abgesehen von klösterlichen Bewohnern, bot die Küche auch Essen für alle Laien-Besucher des Tempels. Wat Paknam wurde zu einem beliebten Zentrum zum Unterrichten von Meditation. Luang Pho Sot betonte die Entwicklung der Menschen mehr als Konstruktionen: Neben der Entwicklung einer großen Gemeinschaft von Mönchen im Tempel (1959, fünfhundert Mönche), gründete er auch eine Gemeinschaft von Mae Chis (Nonnen), mit getrennten Kutis und Meditationsräumen. Mae Chis spielten eine wichtige Rolle bei der Verkündung vom Wat Paknams Dhamma und der Meditation. In der ersten Periode wurde Luang Pho Sots Arbeit von einigen Laien nicht geschätzt, die laut Biographien illegale Geschäfte mit dem Tempel betrieben hatten und die vom neuen Abt vorgenommenen Veränderungen nicht schätzten. Einmal wurde sogar auf ihn geschossen, er blieb aber unverletzt.
Bald nach seiner Ernennung zum vorläufigen Abt wurde er zum permanenten Abt von Wat Paknam ernannt, wo er bis zu seinem Tod 1959 blieb. Für sein Leben und seine Arbeit erhielt er monastische und königliche Ehrenbezeichnungen, d. h. Phra Khru Samanadham-samathan (1921), Phra Bhavanakosolthera (1949), Phra Mongkol-Ratmuni (1955) und schließlich Phra Mongkol-Thepmuni (1957). Die letzten drei königlichen Titel wurden spät vergeben, da der Tempel nicht unter königlicher Schirmherrschaft stand und deshalb weniger Aufmerksamkeit von der königlichen Familie erhielt als andere Tempel.

## Meditationsunterricht

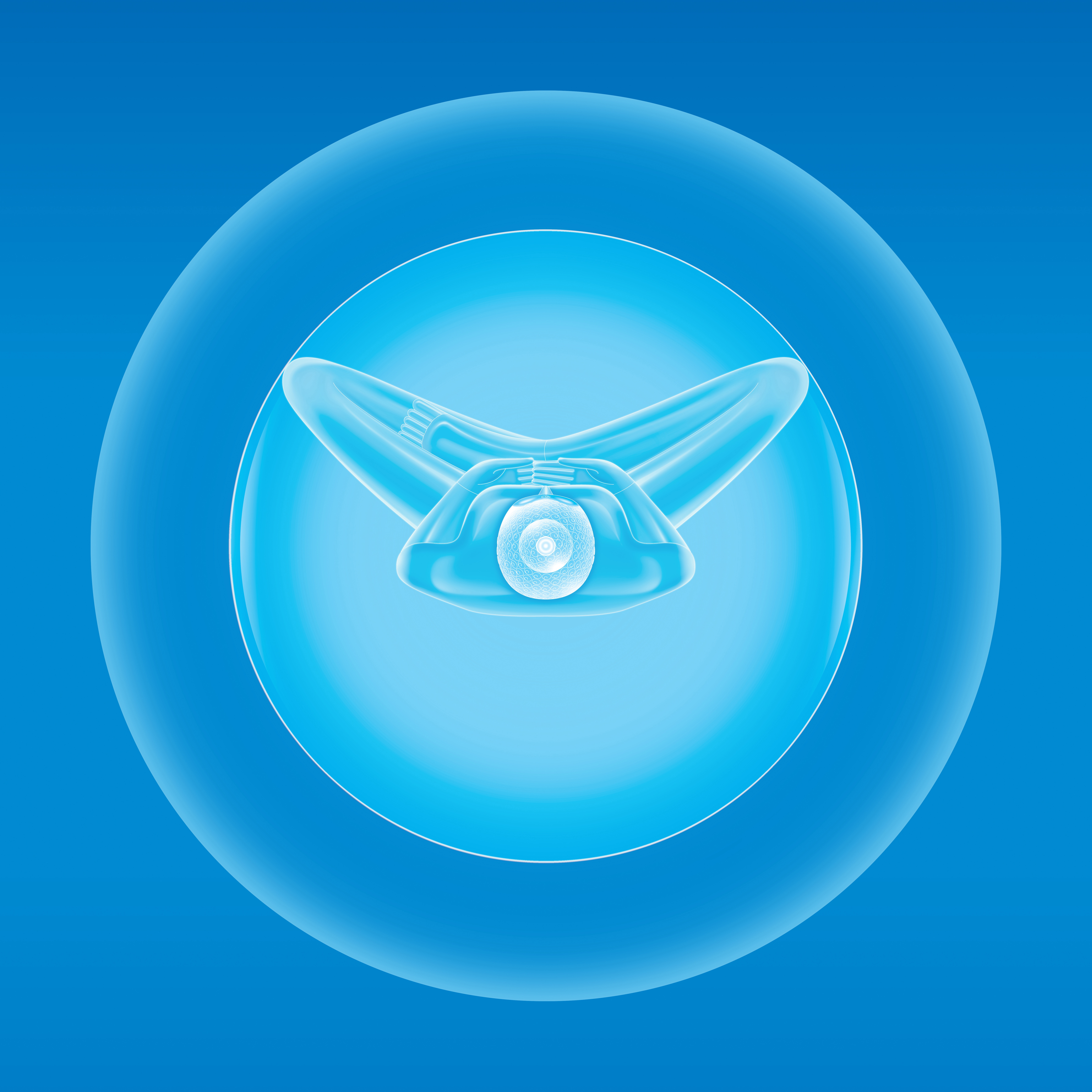
Meditierender Buddha von oben (Schaubild der Dhammakaya-Stiftung)

Während seines über ein halbes Jahrhundert dauernden Dienstes, lehrte Luang Pho Sot ununterbrochen die Dhammakaya-Meditation, leitete jeden Donnerstag Meditation an und predigte an Sonntagen und Uposatha-Tagen über den Buddhismus. Luang Pho Sot teilte ein einführendes Buch über Meditation an Praktizierende aus. Zuerst wurde die Dhammakaya-Methode von den thailändischen Sangha-Behörden kritisiert, weil es eine neue Methode war. Diskussionen innerhalb der Sangha führte zu einer Inspektion von Wat Paknam, aber es wurde geschlussfolgert, dass Luang Pho Sots Methode korrekt war.
Wenn Luang Pho Sot Meditation lehrte, forderte er andere dazu auf, zu meditieren, damit sie für sich selbst die Vorteile der Dhammakaya-Meditation überprüfen können. Er organisierte ein Team seiner begabtesten Meditationspraktiker und richtete eine „Meditationsfabrik des direkten Wissens“ ein (thailändisch โรงงานทำวิชชา). Diese Praktizierenden, hauptsächlich Mönche und Mae Chis, meditierten an einem isolierten Ort im Tempel, in Schichten für vierundzwanzig Stunden am Tag, eine Schicht dauerte dabei sechs Stunden. Ihr „Auftrag“ bestand darin, ihr Leben der Meditationsforschung für das Gemeinwohl der Gesellschaft zu widmen. In der Literatur der Dhammakaya-Bewegung gibt es viele Berichte darüber, wie die Dhammakaya-Meditation, die Probleme in der Gesellschaft und der ganzen Welt löst. Der Dhammakaya-Meditation wurde – und wird immer noch – nachgesagt zu bestimmten psychischen Kräften (Pali: abhiññā) zu führen, wie zum Beispiel in andere Sphären der Existenz zu reisen und die Gedanken der Menschen zu lesen. Publikationen beschreiben, dass Dhammakaya Meditation während des Zweiten Weltkriegs verwendet wurde, um zu verhindern, dass Thailand bombardiert wird. Luang Pho Sot verwendete Meditation auch zur Heilung von Menschen, für die er weithin bekannt wurde. Eine oft zitierte Anekdote ist die Geschichte von Somdet Puean, dem Abt des Wat Pho, der sich nach einer Meditation mit Luang Pho Sot von seiner Krankheit erholt hat. Eine wichtige Schülerin in der Meditationsfabrik war Maechi Chandra Khonnokyung, von der Luang Pho Sot laut der Biographie von Wat Phra Dhammakaya einst sagte „Erste unter vielen, unvergleichlich“ in Bezug auf die Meditationsfähigkeit.

## Erbe

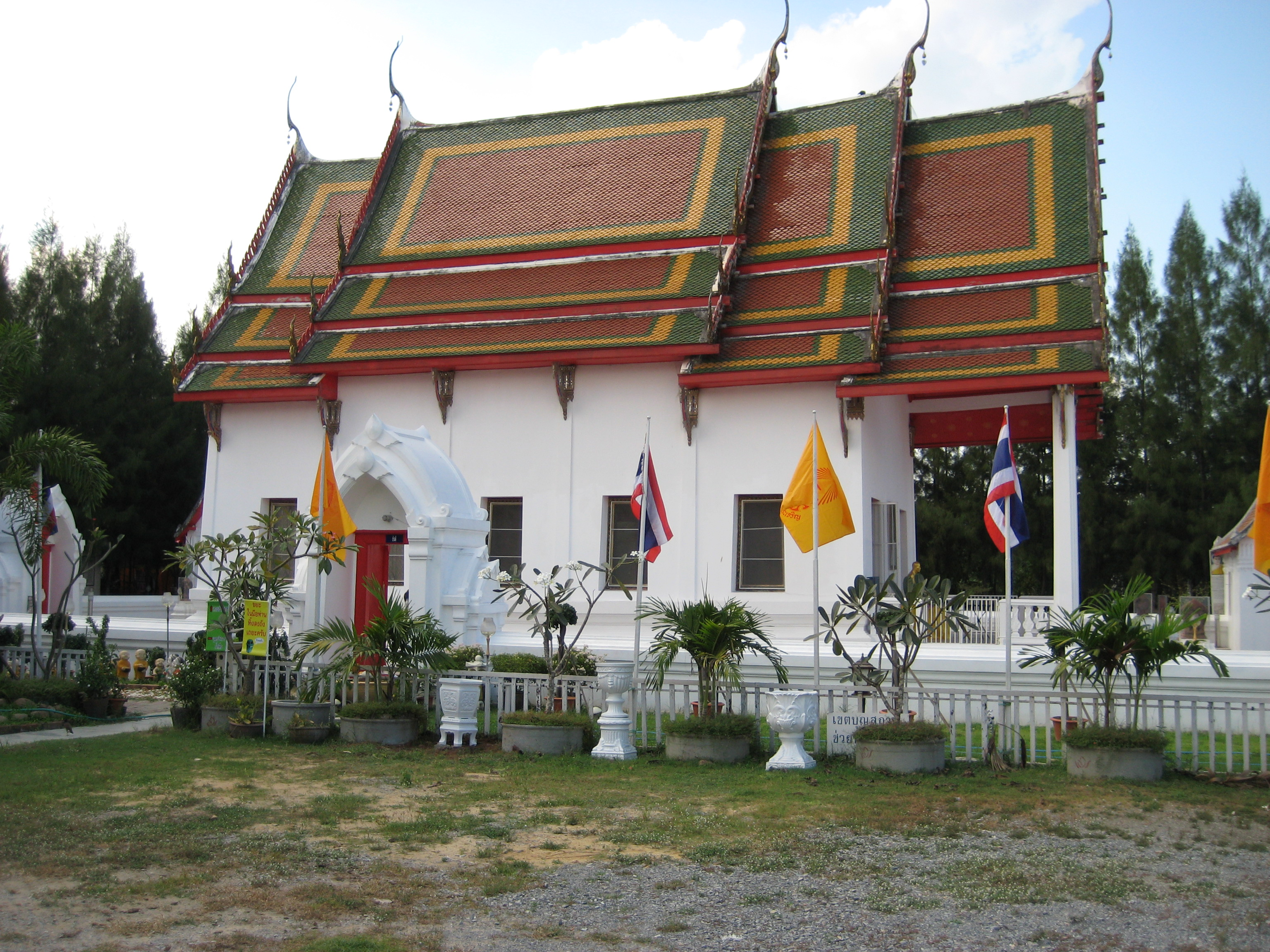
Wat Bot Bon

Neben der Meditation förderte Luang Pho Sot auch das Studium des Buddhismus. In dieser Kombination war er einer der Pioniere im thailändischen Buddhismus. Im Jahr 1939 gründete Luang Pho Sot im Wat Paknam Tempel ein Pali-Institut, das 2,5 Millionen Baht gekostet haben soll. Luang Pho Sot finanzierte das Gebäude durch die Herstellung von Amuletten, was im thailändischen Buddhismus üblich ist. Die Küche, die er baute, war die Vollendung einer Absicht, die er seit seinen ersten Jahren im Wat Pho hatte, als er Schwierigkeiten hatte Nahrung zu finden. Es führte auch dazu, dass Mönche mehr Zeit hatten, den Dhamma zu studieren.
Luang Pho Sot nahm am Bau des Phutthamonthon teil, eines ehrgeizigen Projekts von Premierminister Phibun Songkhram in den 1950er Jahren. Der Park wurde gebaut, um die 2500 Buddha Jayanti Feiern zu veranstalten. Nach der Kapelle in der Mitte des Phutthamonthon zu urteilen, welche Luang Pho Sot und der Dhammakaya Meditation gewidmet ist, sowie durch, das Mittel für den Park durch die Amulette von Luang Pho Sot beschafft wurden, spekuliert Newell das Luang Pho Sot eine bedeutende Rolle beim Bau des Parks und eine wichtige Beziehung zu Phibun hatte.
Laut der Biographie von Wat Phra Dhammakaya unterstützte Luang Pho Sot nicht die „magischen Praktiken“, die im thailändischen Buddhismus üblich sind, wie Wahrsagerei und Zaubersprüche um viel Glück zu haben. Er heilte jedoch oft Menschen durch Meditation, und Luang Pho Sots Amulette wurden – und werden immer noch – wegen ihrer zugeschriebenen Kräfte weithin verehrt.

## Einführung des Buddhismus in der Welt

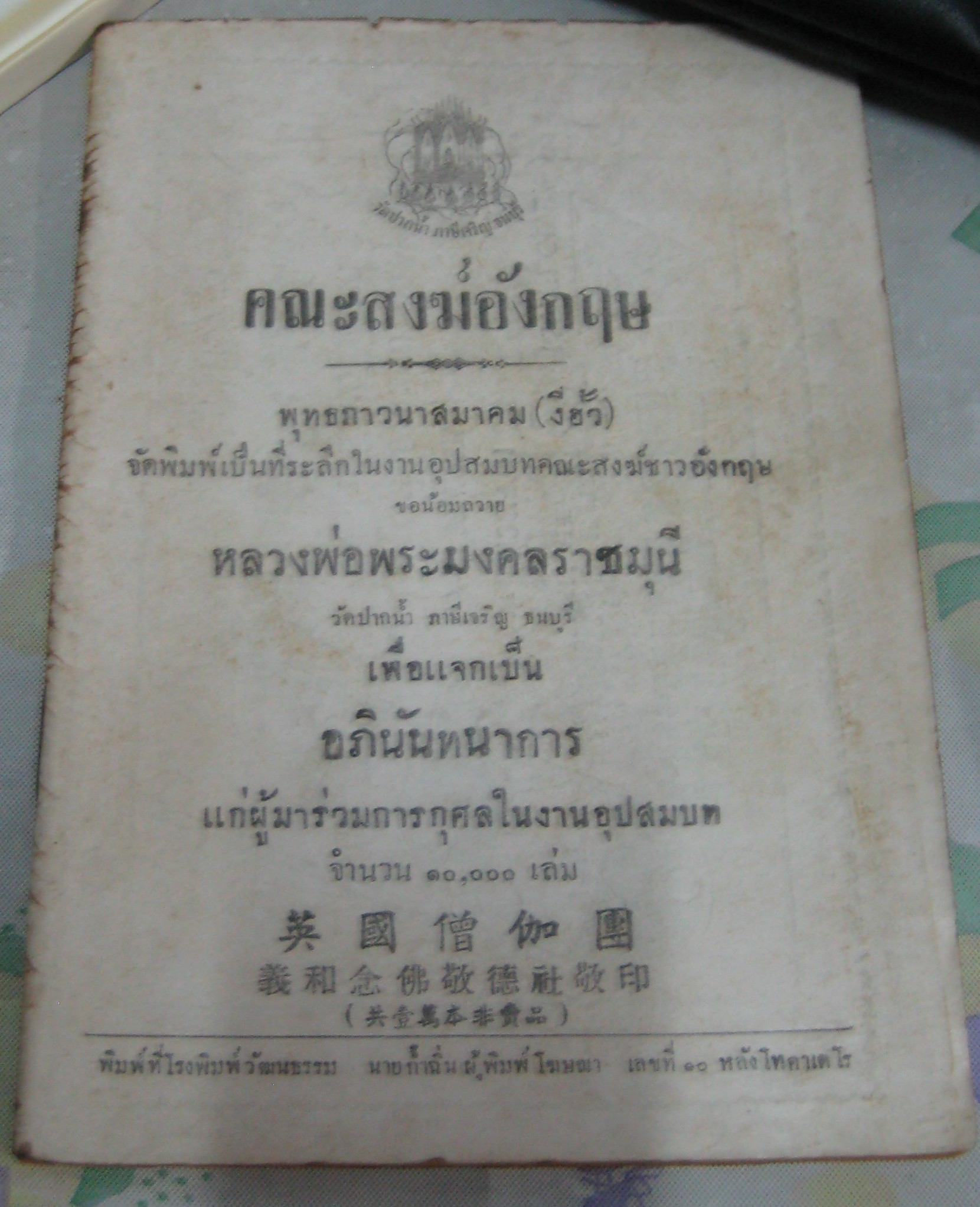
Büchlein, das anlässlich der Ordinierung britischer Mönche in den 1950er-Jahren verbreitet wurde

Luang Pho Sot hatte ein großes Interesse daran, Dhammakaya-Meditation außerhalb Thailands bekannt zu machen. Wat Paknam veröffentlichte bereits internationale Zeitschriften und Flugblätter, als sein erster westlicher Student, Kapilavaddho, unter der Leitung von Luang Pho Sot lebte. Die Zeitschrift des Tempels war sowohl in Thai als auch in Englisch, und bei bestimmten Gelegenheiten wurden Broschüren auch auf Chinesisch veröffentlicht. In alten Zeitschriften des Tempels wurden Besuche von hochrangigen Mönchen aus Japan und China aufgezeichnet, und die Dhammakaya-Meditation wird noch immer von japanischen Shingon-Buddhisten weitergegeben, die im Wat Paknam praktizierten.
Luang Pho Sot war einer der ersten thailändischen Präzeptoren, die Menschen außerhalb Thailands als buddhistische Mönche ordinierten. Er ordinierte 1954 den Engländer William Purfurst (alias Richard Randall) mit dem Mönchsnamen „Kapilavaḍḍho Bhikkhu“ im Wat Paknam. Kapilavaddho kehrte nach England zurück, um zwei Jahre später den englischen Sangha Trust zu gründen. Der ehemalige Direktor der Trust, Terry Shine, beschrieb Kapilavaḍḍho als den „Mann, der die Gründung der ersten englischen Theravada Sangha in der westlichen Welt begann und entwickelte“. Er war der erste Engländer, der in Thailand ordiniert wurde, entrobte aber 1957, kurz nachdem sein Mentor, Phra Ṭhitavedo, eine Meinungsverschiedenheit mit Luang Pho Sot hatte und Wat Paknam verließ. Er ordinierte wieder in England und wurde 1967 der Direktor der englischen Sangha Trust. Luang Pho Sot ordinierte einen weiteren britischen Mönch, Peter Morgan, mit dem Namen Paññāvaḍḍho Bhikkhu. Nach seinem Tod würde er unter der Obhut von Ajahn Maha Bua weiter üben. Phra Paññāvaḍḍho blieb in der Mönchsgemeinschaft bis zu seinem Tod 2004, er war von allen Westlern als längster in Thailand ordiniert. Ein dritter Mönch, früher bekannt als George Blake, war ein Brite jamaikanischen Ursprungs und war der erste Jamaikaner, der als buddhistischer Mönch ordiniert wurde. Er wurde als Vijjāvaḍḍho ordiniert und später entrobt und wurde ein bekannter Therapeut in Kanada. Die Ordination von Vijjāvaḍḍho, Paññāvaḍḍho und einem anderen britischen Mönch namens Saddhāvaḍḍho (Robert Albison) war eine große öffentliche Veranstaltung in Thailand, die ein Publikum von zehntausend Menschen anzog. Namgyal Rinpoché (Leslie George Dawson), ein Lehrer der tibetisch-buddhistischen Tradition, studierte ebenfalls eine Weile unter Luang Pho Sot, wurde aber nicht unter ihm ordiniert. Einer der letzten westlichen Schüler in der Zeit von Luang Pho Sot war Terence Magness (alias „Phra Terry“), der Dhammakaya-Meditation im Wat Paknam vom Laienlehrer Acharn Kalayawadee lernte. Er wurde unter dem Namen Suratano ordiniert und schrieb eine Biographie über Luang Pho Sot.

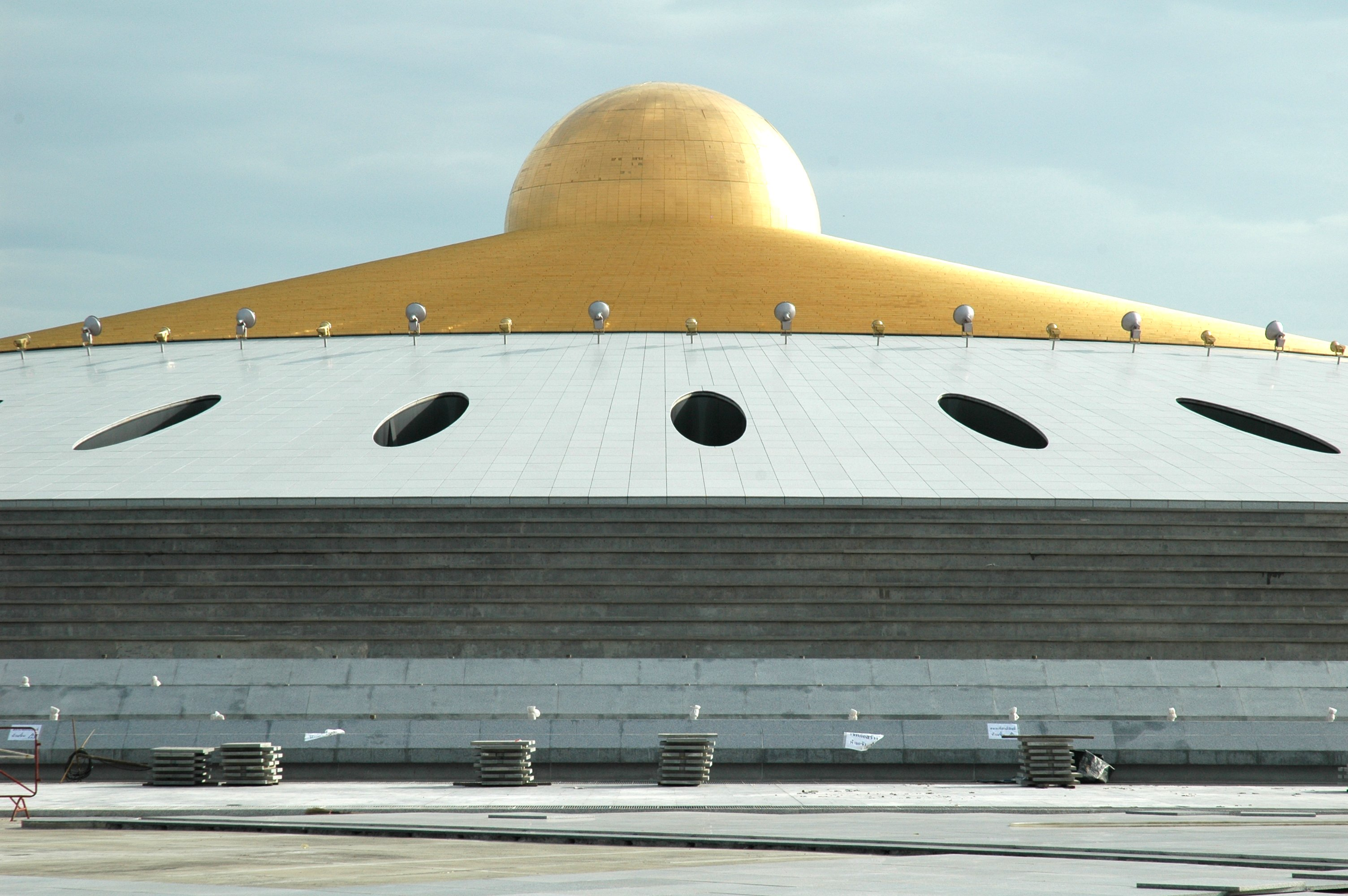
Im Wat Phra Dhammakaya wurde eine Gedenkhalle zu Ehren von Luang Pho Sot errichtet.

Zusammenfassend hatte Luang Pho Sot einen bedeutenden Einfluss auf den thailändischen Buddhismus, sowohl in Thailand als auch im Ausland. Er half, die Kombination von Studium und Meditation, traditionell zwei getrennte monastische Berufungen, voranzutreiben. Newell weist darauf hin, dass er damit sogar Phra Phimontham, dem Administratormönch, der die Neue Burmesische (Meditations) Methode in Thailand eingeführt hat, vorausgegangen ist. Luang Pho Sot ordinierte einen britischen Mönch, der als Pionier des Buddhismus im Vereinigten Königreich galt. Darüber hinaus begann er viele Entwicklungen, die von Wat Phra Dhammakaya fortgesetzt wurden, der später zum größten Tempel Thailands wurde.

## Tod
Im Jahr 1954 kündigte Luang Pho Sot an, dass er bald sterben werde, und wies seine Schüler an, ihre Pflichten ohne ihn fortzusetzen, insbesondere die Dhammakaya-Meditation weiter zu verbreiten. Zwei Jahre später wurde bei ihm Bluthochdruck diagnostiziert. Luang Pho Sot starb 1959. Sein Körper wurde nicht eingeäschert, sondern einbalsamiert, so dass die Menschen auch nach seinem Tod immer noch kommen und dadurch Wat Paknam unterstützen können. Im Wat Phra Dhammakaya wurde eine Gedenkhalle zu Ehren von Luang Pho Sot errichtet, und im Wat Paknam wurde eine Wohltätigkeitsstiftung in seinem Namen gegründet.

## Werke
- Phramonkolthepmuni: Visudhivaca: Translation of Morradok Dhamma of Luang Phaw Wat Paknam. Band 1. 60th Dhammachai Education Foundation, Bangkok 2006, ISBN 974-94230-3-8.
- Phramonkolthepmuni: Visudhivaca: Translation of Morradok Dhamma of Luang Phaw Wat Paknam. Band 2. 60th Dhammachai Education Foundation, Bangkok 2008, ISBN 978-974-349-815-2 (calameo.com).

## Anmerkung
1. ↑  Phra Mongkol-Thepmuni ist ein vom König verliehener Ehrenname, Sodh bzw. Sot ist der bürgerliche Name, Candasaro der buddhistische Ordensname dieser Person. Luang Pho Sot ist eine inoffizielle Bezeichnung, die sich etwa mit „ehrwürdiger Vater Sot“ übersetzen lässt. Anhänger der von ihm gegründeten Dhammakaya-Bewegung verwenden teilweise die Anrede Luang Pu, „ehrwürdiger Großvater“.

### Biographien
- The Life & Times of Luang Phaw Wat Paknam. 4. Auflage. Dhammakaya Foundation, Pathum Thani 2010 (englisch, calameo.com – Erstausgabe:  1996, offizielle Biographie vom Wat Phra Dhammakaya, zusammengestellt auf Grundlage verschiedener thailändischer Quellen).
- Surin Chaturaphit Jung (Hrsg.): Luangpu Wat Paknam. Dhammakaya Foundation, 2015, ISBN 978-6-16720070-5 (calameo.com – Eine weitere Biographie neueren Datums).
- Terence Magness (Suratano Bhikkhu): The Life and Teaching of Chao Khun Mongkol-Thepmuni and The Dhammakāya. 1960 (triple-gem.net (Memento vom 5. Juli 2016 im Internet Archive) [PDF; 675 kB] revised edition, 1. November 2007; Biographie von einem Briten aus Malaysia, der im Wat Paknam Phasi Charoen zum Mönch geweiht wurde und Luang Pho Sot begegnet ist).
- Treetar Niamkham: Treetar’s Story of Luang Por Wat Paknam. 2012 (meditation101.org – Erstausgabe:  1984, Biographie von einer nahestehenden Laienschülerin).

### Über die Meditationsschule und buddhistische Bewegung
- Catherine Newell: Monks, meditation and missing links. Continuity, “orthodoxy” and the vijjā dhammakāya in Thai Buddhism. SOAS, University of London, 2008, doi:10.25501/SOAS.00007499 (bl.uk – Dissertation).
- Rachelle M. Scott: Nirvana for Sale? Buddhism, Wealth, and the Dhammakāya Temple in Contemporary Thailand. State University of New York Press, 2009, ISBN 978-1-4416-2410-9 (khamkoo.com (Memento vom 7. August 2015 im Internet Archive) [PDF; 2,4 MB]).